# Pelastoneurus argentifer
Pelastoneurus argentifer är en tvåvingeart som beskrevs av Aldrich 1896. Pelastoneurus argentifer ingår i släktet Pelastoneurus och familjen styltflugor. Inga underarter finns listade i Catalogue of Life.